# Láza János
Láza János (Békéscsaba, 1946. április 8. – Békéscsaba, 2005. május 13.), békéscsabai labdarúgó, aki legendásan kemény hátvédként lett ismert a Viharsarokban. Sokak szerint ő testesítette meg az igazi „csabai szívet”.

## Pályafutása
Először a békéscsabai Agyagipar (ma: Jamina SE, Erzsébethely), majd az Építők (akkori Előre) csapatában játszott. Katonaideje alatt 6 mérkőzésen lépett pályára a Bozsik József vezette Budapest Honvédban, majd hazatért hogy egyre feljebb segítse anyaegyesületét. Az Előre 1964-ben még a harmadik vonalban tanyázott, fiatal átlagéletkorú gárda volt. Láza a csapattal együtt 1967-ben megnyerte az NB II-t, felkerülve az akkor NB I/B néven futó másodosztályba. Itt előbb stabilizálták helyüket, majd szép lassan évenként előrelépve 1974-ben feljutottak az élvonalba. Innentől fogva Láza már a csapatkapitányi karszalagot is viselte. Az első osztályban 178 mérkőzést játszott 1974 és 1981 között, majd Gyulán vezetett le.

## Civil életben
Játékos-pályafutása lezárultával nem töltött több időt a labdarúgásban, hanem eredeti szakmájában, a hűtőiparban helyezkedett el. Ezt segítette, hogy a Békéscsabai Hűtőház egykori elnöke egyike volt az egyik leglelkesebb Előrés, aki barátja is volt Lázának. Az idő előrehaladtával egyre kevésbé élt rendezett életet, 2005 tavaszán hunyt el Békéscsabán.

## Történetek róla
- Legendásan, már-már brutálisan kemény, de sportszerű védő volt. Csapatkapitányként nagy tekintélye volt csapattársai körében, egyúttal amolyan „ítélet-végrehajtó” volt. Gyakran, ha valamelyik társát felrúgták, kórusban zengett a nézőtér: „A hatos volt az, Jani!” Mivel ekkoriban Békéscsabán soha nem volt 10 000 alatti az átlagnézőszám, a bírók se nagyon állítgatták ki. Egyébként is egész pályafutása alatt mindössze kétszer állították ki, mindkettő páros kiállítás volt.
- Szintén hozzá kapcsolódó történet, hogy miután Nyilasi Tibor egyszer lerúgta az Üllői úton, megüzente neki, hogy ne merészeljen eljönni Csabára. Azokban az években tényleg nem játszott Nyilasi Csabán. [forrás?]
- 1974-ben a 2–0-s, feljutást érő szentendrei győzelem után a hajnal a Kék Macskában nevű kocsmában találta a csapatot. Az objektum előtt egy lovaskocsi állt. „Laza” megkérdezte tőle, hogy mennyit keresne egy napi fuvarral. -Ötszáz forintot - jött a válasz. Hamarosan az egész csapat a kocsin volt (Királyvári a szőrén ülte meg a lovat) és a Körös Szálló elé hajtottak reggelizni. Előtte viszont Laza kihozott a lónak egy vödörben sört és egy hatalmas adag rántottát. Miután a paci megreggelizett, csak utána mehettek a focisták reggelizni.[2]

## Emléke
Halála másnapján az Előre Debrecenben játszott a DVSC ellen. A csapat tagjai fekete karszalagban léptek pályára Láza tiszteletére. Egykori egyesülete emléktornát alapított tiszteletére, a minden év január végén megrendezésre kerülő Láza-emléktornát. Általában első-, illetve másodosztályú magyar, esetleg román klubok a résztvevők. A mindenkori győztes serleget kap győzelméért.